# Ермолов, Пётр Васильевич (учёный)
Пётр Васи́льевич Ермо́лов (28 сентября 1938, Наманган, Узбекская ССР, СССР — 2020, Караганда) — советский и казахстанский учёный, доктор геолого-минералогических наук (1982), профессор (1993), академик АН Казахстана (2003).

## Биография
В 1956 году окончил Наманганскую среднюю школу, и поступил на геологоразведочный факультет Ташкентского политехнического института, окончив его в 1961 году. Вместе с женой уезжает в Усть-Каменогорск; в 1961—1971 годах — старший геолог, начальник партии объединения «Востокказгеология»; в 1971—1984 годах — старший научный сотрудник, затем зав. лабораторией Института геологических наук АН РК; в 1988—1991 — заведующий Карагандинским отделом в том же институте; с 2004 года — научный сотрудник, замдиректора Института проблем комплексного освоения недр (Караганды).
В 1972 году защитил кандидатскую диссертацию на тему «Герцинские интрузивные серии западной части Зайсанской складчатой системы»; в 1982 году — докторскую диссертацию на тему «Петрология гранитоидов Зейсанской складчатой области Восточного Казахстана: генетические типы гранитоидов и принципы их выделения» по специальности 04.00.08. — «Петрография, вулканология».

## Научная деятельность
Научные труды посвящены исследованию минералого-геохимических критериев глубинного петрогенезиса в гранитоидах, петрологии офиолитов и метаморфических пород; изучению реликтовых минер, парагенезисов магматических пород и разработке на их основе принципов расчленения гранитоидов на генетические типы. Автор геологической карты Восточного Казахстана масштаба 1:500 000.
Автор свыше 160 работ.
Некоторые работы:
- Орогенный магматизм офиолитовых поясов (на примере Восточного Казахстана) / [П. В. Ермолов, А. Г. Владимиров, А. Э. Изох и др.]; Отв. ред. Э. П. Изох. — Новосибирск: Наука: Сиб. отд-ние, 1983. — 207 с. (Тр. Ин-та геологии и геофизики//АН СССР, Сиб. отд-ние. Вып. 561)[6].
- Ермолов П. В., Изох Э. П., Пономарева А. П., Тян В. Д. Габбро-гранитные серии западной части Зайсанской складчатой системы. Новосибирск: Наука, 1977. — 250 с.
- Глубинные включения в гранитоидах складчатых областей / [П. В. Ермолов, А. Г. Владимиров, С. А. Каргополов, М. М. Малых]; Отв. ред. Э. П. Изох; АН КазССР, Ин-т геол. наук им. К. И. Сатпаева. — Новосибирск: Наука: Сиб. отд-ние, 1990. — 141 с. (Тр. ин-та геологии и геофизики им. 60-летия СССР / АН СССР, Сиб. отд-ние; Вып. 777)[7]
- Магматизм и оруденение Калба-Нарымской зоны. М., 1982 (соавт.);
- Офиолиты, А.. 1982;
- Глубинные включения в гранитоидных складчатых областях, Новосиб., 1990[1].